# Дарко Булатовић
Дарко Булатовић (Подгорица, 16. новембар 1967) српски је политичар и некадашњи градоначелник Ниша, функционер Српске напредне странке (СНС) и правник.

## Биографија
Рођен је 13. новембра 1967. године у Подгорици. Дарко Булатовић је завршио Гимназију у Нишу као и Школу резервних војних официра, а у војсци је стекао чин потпоручника. Био је учесник ратова од 1991. до 1999. године, где је два пута рањаван. Године 2004. проглашен је неспособним за рад у војсци и пензионисан када је обављао дужност управника Централног затвора Војске Србије.
Дипломирао је на Правном факултету Универзитета у Нишу 2010. године, мада су његове студије многи довели у питање.
Од јула 2012. до маја 2014. година обављао је функцију председника Градске општине Црвени Крст, након чега је постављен за в. д. директора државног предузећа Југоисток. Од јуна 2013. до јуна 2014. обављао је дужност председника фудбалског клуба Раднички. Након неког времена проведеног у Југоистоку именован је за градоначелника.
Дужи низ година био је члан СРС а прешао је у СНС након њеног оснивања. Оснивач је Српске напредне странке и члан Главног одбора. Биран је за одборника у Скупштини Града Ниша и Општине Црвени Крст.
Функцију председника Градске општине Црвени Крст обављао је у периоду од 2012. до 2014. године.
Након локалних избора 2016. године у новом сазиву скупштине изабран је за градоначелника. Функцију је обављао до 20. августа 2020. године.